# San Andrés Huayápam (kommun)
San Andrés Huayápam är en kommun i Mexiko.   Den ligger i delstaten Oaxaca, i den sydöstra delen av landet, 400 km sydost om huvudstaden Mexico City.
Följande samhällen finns i San Andrés Huayápam:
- San Andrés Huayápam